# Exposition du grand thangka du Bouddha

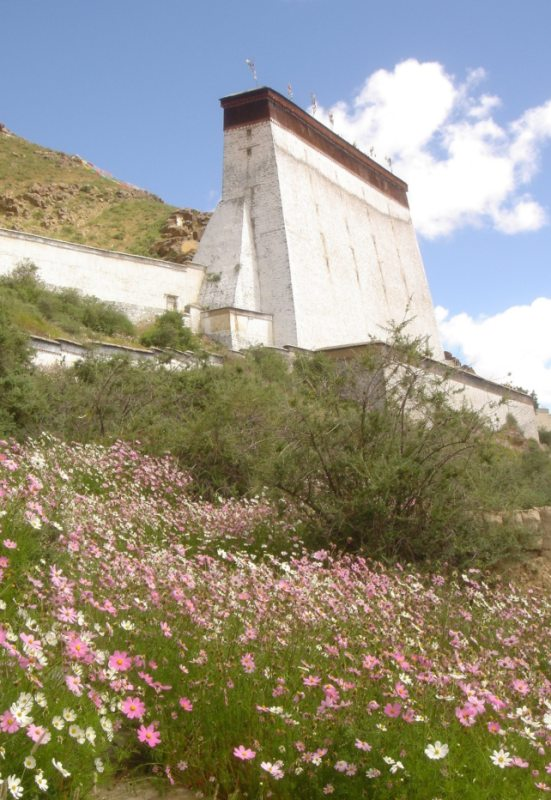
Mur à thangka géant au monastère de Tashilhunpo à Shigatsé.

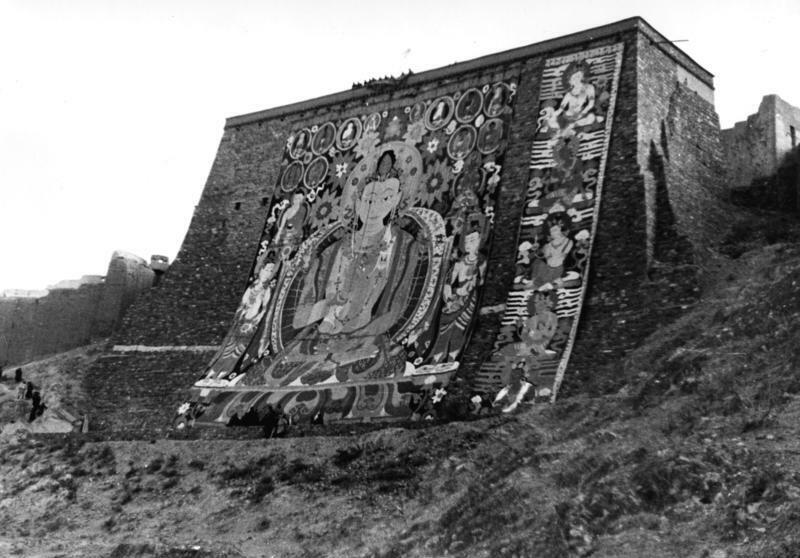
Thangka géant déployé au monastère de Palcho à Gyantsé en 1938.

L'exposition du grand thangka du Bouddha (chinois : 佛画展开节 ; pinyin : fó huàzhǎn kāi jié, littéralement : « fête du déploiement des images de Bouddha ») est une cérémonie organisée par des monastères du bouddhisme tibétain selon une périodicité annuelle ou plurianuelle, au cours de laquelle un ou parfois plusieurs thangkas géants, appelés gos ku ou go ku dans les régions tibétaines de Chine et thongdrel au Bhoutan, représentant le Bouddha ou des bodhisattvas, sont déroulés en plein air sur un bâtiment-écran ou sur un plan incliné pour être exposés à la contemplation et la vénération des fidèles.

## Description

### Terminologie
L'exposition de thangkas géants a lieu dans de nombreux monastères à l'occasion de diverses festivités,,,.
Dans le livre de Zhang Xiaoming, Récits sur le Tibet, paru en 2003, une photo a pour légende « Exposition du portrait du Bouddha au monastère de Trashilhunpo ».
Dans la presse chinoise anglophone, le nom de la fête est Buddha Painting Unfolding Festival (« fête du déploiement de la peinture du Bouddha ») ou Buddha Unfolding Festival (« fête du déploiement du Bouddha »).
Le tibétologue Michael Henss emploie pour sa part l'expression the ritual of displaying the gos ku (« le rituel de l'exposition de l'image de soie »).

### Origines et aire d'extension
C'est une pratique dont l'origine remonte à plus de 500 ans,. Elle a lieu dans la branche tibétaine du bouddhisme vajrayana, dans différents monastères de Chine (notamment dans les régions de culture tibétaine, ou mongole) et rassemble le plus souvent une foule de pèlerins et de fidèles, qui prient, se prosternent sur le sol face à l'image, et font des offrandes. La fête de tshechu au Bhoutan est une fête similaire.

### Supports

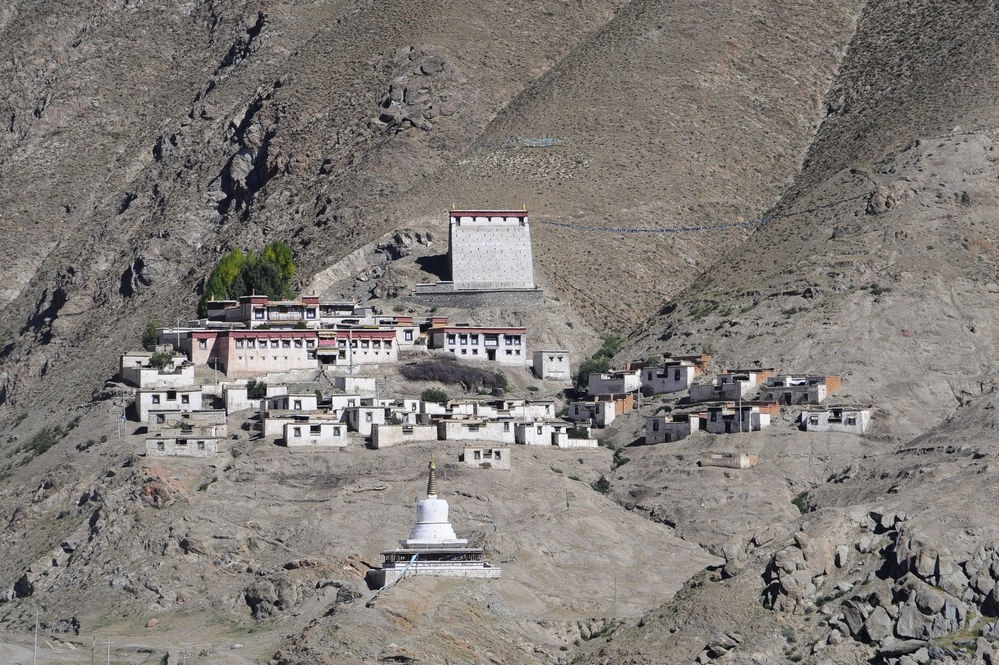
Le monastère de Riwo Dechen, à Qonggyai, dominé par son mur à thangka géant.

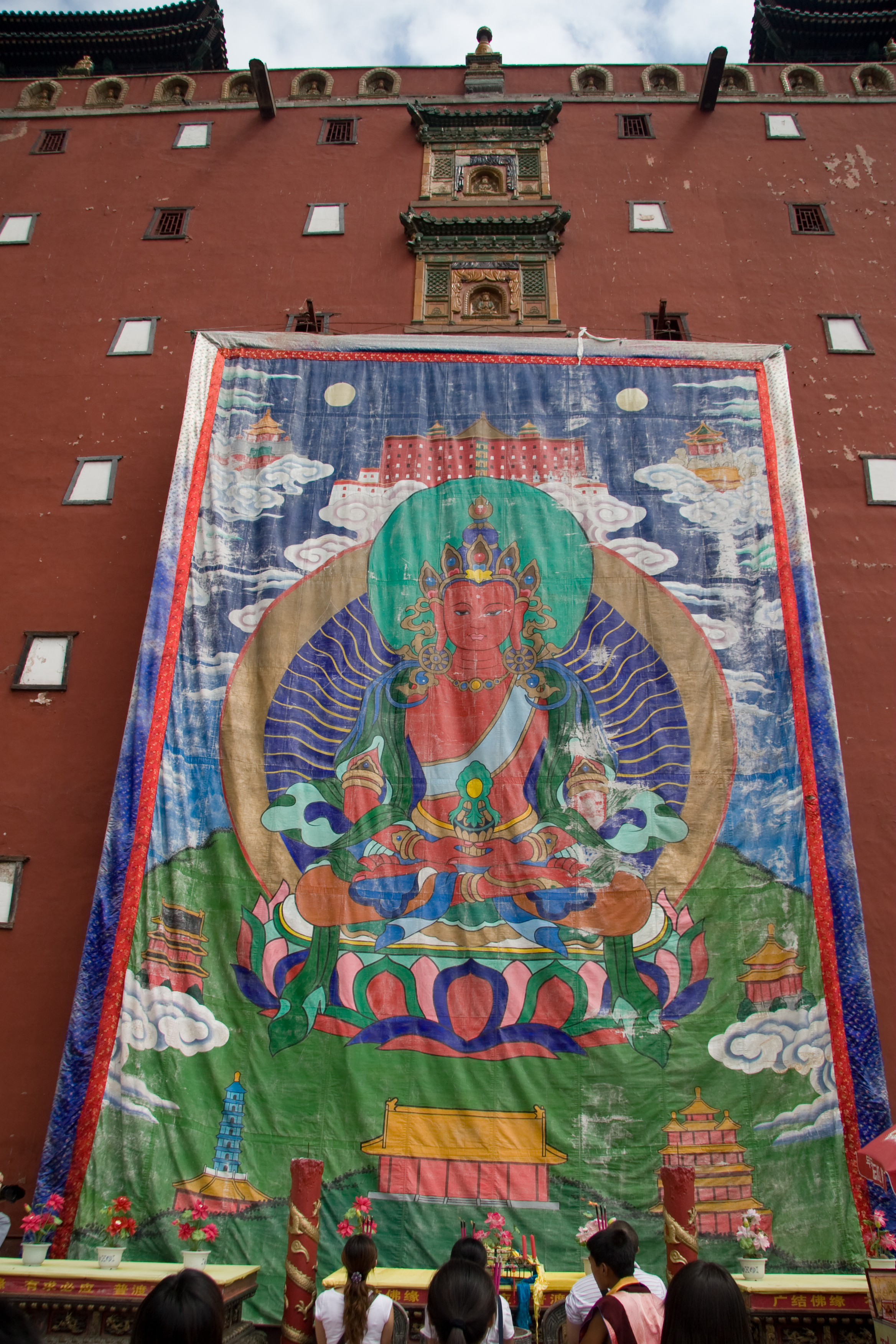
Thangka géant exposé sur le mur du temple de Putuo Zongcheng à Chengde (province du Hebei).

L'exposition de thangkas géants peut se faire sur un mur à thangka prévu à cet effet ou sur le mur-façade du bâtiment principal, mais également sur une plateforme caladée ou cimentée épousant la pente d'une colline à la façon d'un perré ou encore sur un support métallique horizontal,,.

#### Murs à thangka

##### Tashilhunpo
Au monastère de Tashilhunpo à Shigatsé, la « fête du déploiement de la peinture du Bouddha » est une tradition vieille de plus de 500 ans. Une des plus anciennes fêtes de ce genre, apparue peu de temps après la création du monastère en 1447, elle se tient du 14e au 16e jour du 5e mois lunaire tibétain,. Les moines déploient, sur un mur à thangka, une peinture géante, faite de broderie de soie, d'environ 40 mètres de long, représentant un Bouddha. Ce mur est la façade antérieure, blanchie à la chaux, d'un bâtiment étroit, haut de neuf étages, appelé « kiku-tamsa » par les fidèles,. Pendant les trois jours que dure la fête, un thangka différent est déployé chaque jour : Amitāyus, le Bouddha de la longévité, Sakyamuni, le Bouddha éveillé, et Maitreya (ou Jampa), le Bouddha à venir. À la fin de la fête, les moines lancent de la tsampa en l'air.

##### Palcho
Au monastère de Palcho (ou Pelkor Chode), à Gyantsé, se dresse dans l'angle nord-est du site, en haut de la colline, un mur à thangka, dit « goku tramsa ». Il sert à déployer la grande image de Sakyamuni lors de la fête de Gyantsé qui se déroule le 15e jour du 4e mois de l'année tibétaine.

##### Séra
Au monastère de Séra, lors de la fête du shoton (la « fête du yaourt »), des thankgas géants sont déployés sur un mur nouvellement construit près de l'ermitage de Chöding, lieu de retraite de Tsongkhapa avant la construction du monastère,.

##### Riwo Dechen
Le monastère de Riwo Dechen, à Qonggyai, dans la préfecture de Shannan, possède lui aussi un grand mur à thangka qui domine l'ensemble monastique,. Un grand thangka de Maitreya, le Bouddha à venir, est conservé dans le monastère.

#### Plans inclinés

##### Drepung
Le monastère de Drepung, dans la ville-préfecture de Lhassa, voit le déploiement, sur le versant d'une colline proche, d'un thangka géant de 30 mètres de côté, le 30e jour du 6e mois lunaire, pour marquer le début de la fête du shoton à Lhassa. Transporté depuis la resserre où il est conservé jusqu'à une armature métallique inclinée où il est déroulé et dévoilé par les moines au lever du soleil, il représente Sakyamuni, le fondateur du bouddhisme, entouré de diverses déités,,,. 

##### Tsourphou
Le monastère kagyu de Tsourphou, siège du XVIIe karmapa, dans la ville-préfecture de Lhassa, affiche en juin un thangka de 38 mètres de long sur 35 mètres de large sur un plan incliné à flanc de colline. L'aire d'exposition est bordée latéralement d'un mur à degrés et, en bas, d'une terrasse soutenue pour accueillir le public.

##### Labrang

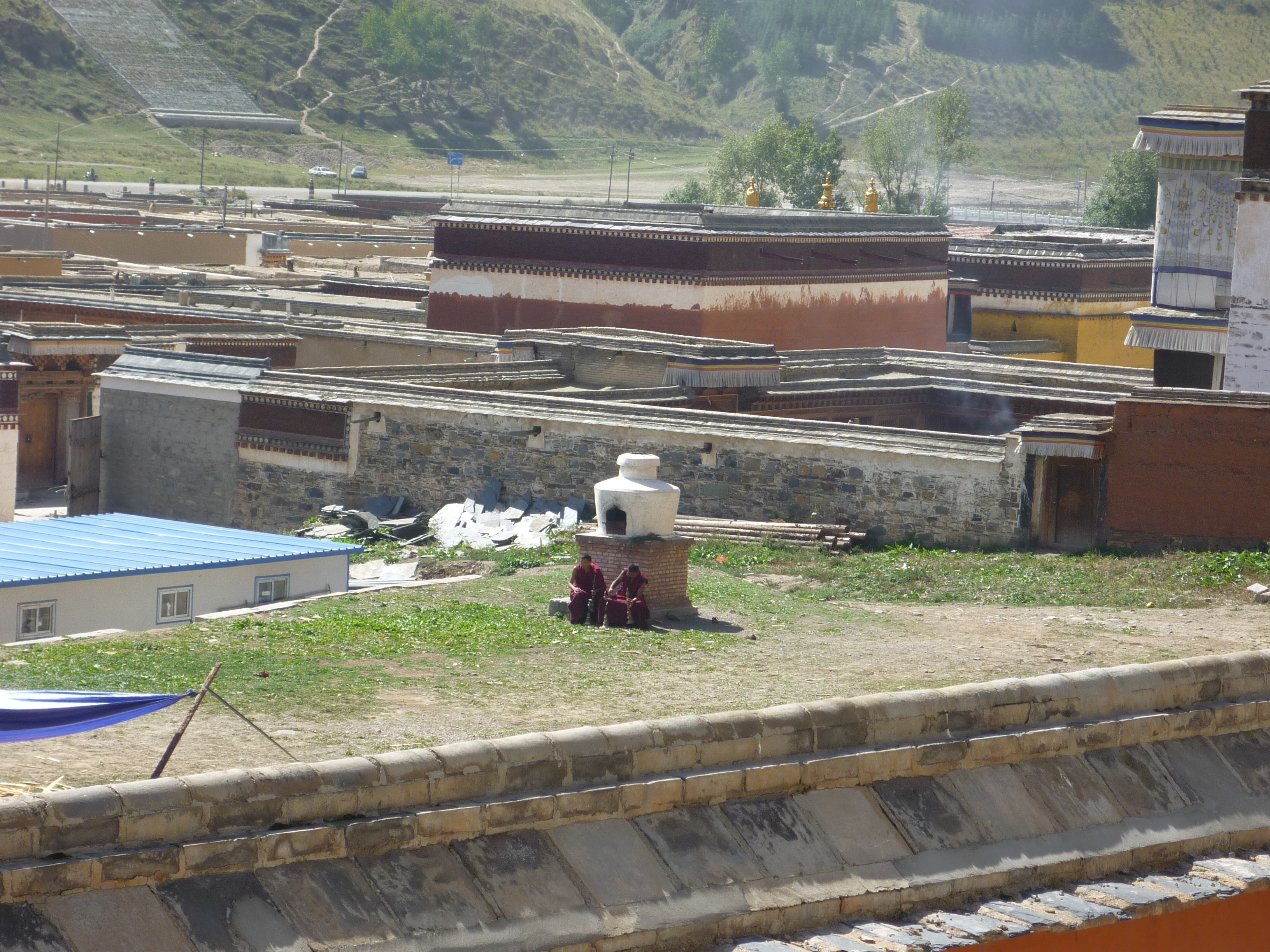
Monastère de Labrang : plan incliné en pierre à flanc de montagne, en haut à gauche.

Au monastère de Labrang (拉卜楞寺), à Xiahe, xian de Xiahe, préfecture autonome tibétaine de Gannan, province du Gansu, les thangkas sont exposés pendant les fêtes du Monlam sur un perré, aire maçonnée construite sur le flanc de la montagne et encadrée de deux escaliers,,,,,. Le poète Jean Dif, séjournant à Labrang en 2007, relate par le détail le déroulement et le dévoilement du thangka d'Amitābha sur ce qu'il appelle le « mur d'exposition du tanka ».

##### Taktsang Lhamo

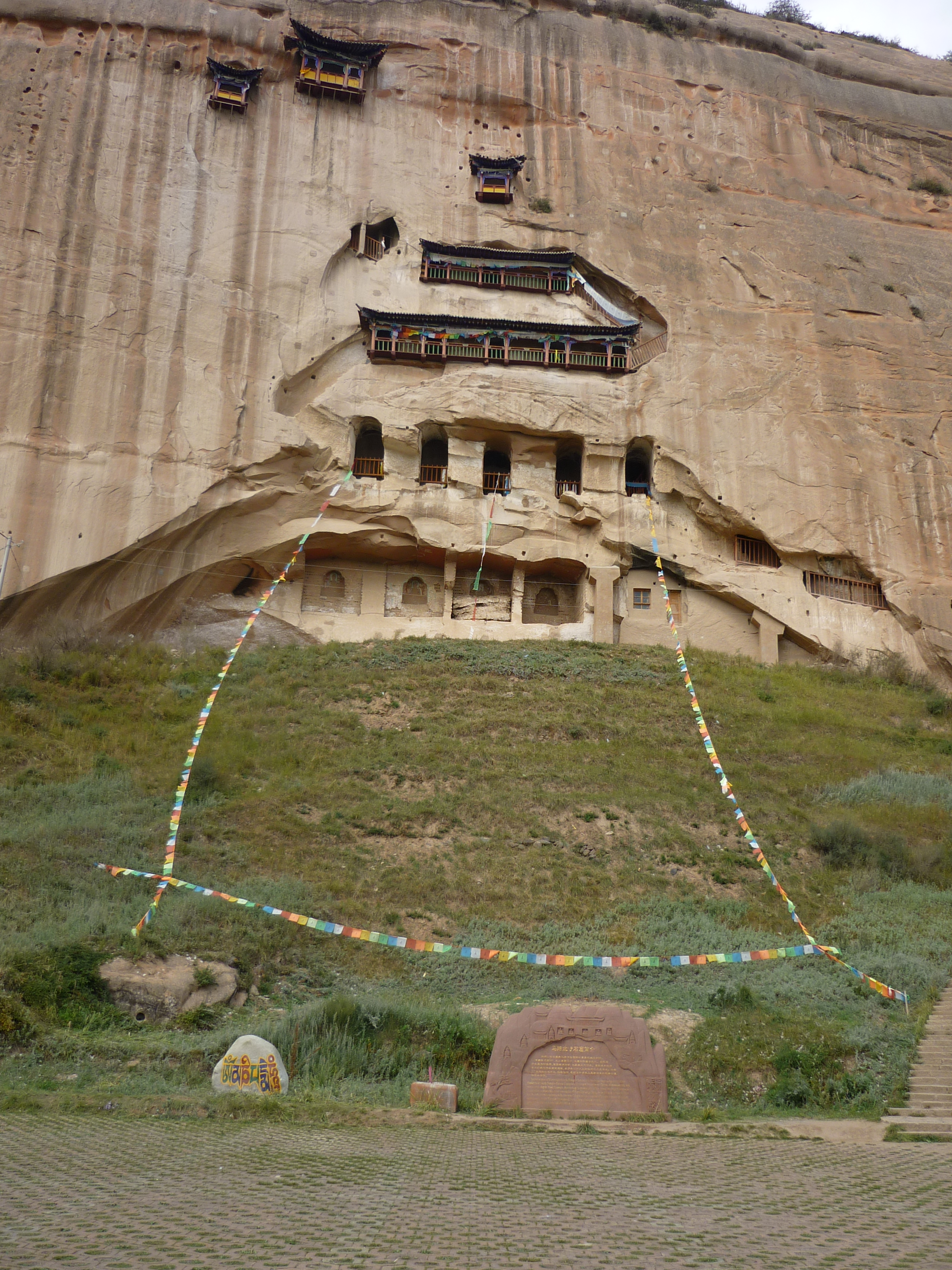
Monastère du sabot de cheval en 2012 : plan incliné pour l'exposition d'un grand thangka sous les 33 grottes (avant la construction de glissières).

Une rampe maçonnée, encadrée de deux escaliers latéraux et bordée d'un mur de pierres en partie haute, est visible au monastère de Taktsang Lhamo ou Langmusi, xian de Luqu, préfecture tibétaine autonome de Gannan, province du Gansu. Lors de la fête du Mönlam, il sert à exposer aux regards des fidèles la figure du Bhoudda sur un thangka géant.

##### Mati Si
Un vaste talus herbeux en contrebas du temple des 33 grottes célestes du monastère Mati Si (zh) (le monastère du « sabot de cheval »), dans le Xian autonome yugur de Sunan, ville-préfecture de Zhangye, province du Gansu, sert à exposer un thangka géant. Cinq glissières en pierre, parallèles entre elles, matérialisent l'emprise au sol de la rampe d'exposition.

##### Gemo
Au monastère de Gemo, préfecture autonome tibétaine et quang de Ngawa, province du Sichuan, lors de la fête du shoton en février, un grand thangka est déployé à même le sol d'un versant herbeux. Les moines se tiennent derrière un mur longeant le bord haut du plan incliné.

##### Wudang
Dans la lamaserie Wudang, à Baotou, en Mongolie-Intérieure, un thangka de 20 mètres de large sur 16,8 mètres de haut est exposé, au début du 8e mois lunaire, sur un plan incliné suivant la pente de la montagne,,.

##### Rongwo
Au monastère de Rongwo à Longwu, xian de Rebgong, préfecture tibétaine autonome de Huangnam, Qinghai, un grand perré maçonné, aménagé sur un versant de colline, accueille un grand thangka en soie peinte lors de la fête du Losar. Le perré est encadré de deux escaliers latéraux et bordé en haut par un mur. Postés sous le mur, les moines déroulent l'image du Bhoudda cachée par un voile orange.

#### Façades de bâtiment principal

##### Putuo Zongcheng
Au temple de Putuo Zongcheng, dans la province de Hebei, les thangkas géants sont exposés sur la façade du bâtiment principal.

##### Ganden
Au monastère de Ganden reconstruit, un thangka géant de Tsongkhapa est exposé sur la façade d'un grand bâtiment rouge édifié au centre du cirque naturel. Ce dispositif remplace l'ancien plan incliné aménagé sur un versant de colline,. 

##### Galden Jampaling
Au monastère de Galden Jampaling, un grand bâtiment en pierre à quatre niveaux, le plus haut (18 m) du complexe monastique, sert à exposer un thangka monumental en tissu de 16 m de long sur 8 m de large représentant Jampa. Le thangka était sorti des réserves et fixé sur le « mur de thangka » chaque trentième jour du cinquième mois lunaire.

##### Potala
Au Potala, la vaste façade blanche servait de support à deux thankas exposés lors de la fête du shoton.